# ريان ناي
ريان ناي (بالإنجليزية: Ryan Nye)‏ هو لاعب كرة قاعدة أمريكي، ولد في 24 يونيو 1973 في بيلوكسي في الولايات المتحدة.

## وصلات خارجية
- ريان ناي على موقعبيزبول رفرنس.كوم (الدوري الرئيسي) (الإنجليزية)
- ريان ناي على موقعبيزبول رفرنس.كوم (الدوري الثانوي) (الإنجليزية)